# 7000

7000(칠천)은 6999보다 크고 7001보다 작은 자연수다.

## 수학적 특징
- 합성수로, 그 약수는 총 32개다. (1, 2, 4, 5, 7, 8, 10, 14, 20, 25, 28, 35, 40, 50, 56, 70, 100, 125, 140, 175, 200, 250, 280, 350, 500, 700, 875, 1000, 1400, 1750, 3500, 7000)
  - 7000의 진약수의 합은 11720이므로, 7000은 과잉수다.

## 7000 이상 8000 미만의 주요 자연수

### 7001~7099
- 7001: 901번째 소수.
- 7013: 902번째 소수.
- 7019: 903번째 소수.
- 7021: 118번째 삼각수.
- 7027: 904번째 소수.
- 7039: 905번째 소수, 69번째 중심있는 삼각수.
- 7043: 906번째 소수, 151번째 소피 제르맹 소수(↔ 14,087).
- 7055: 연속하는 두 홀수 83, 85의 곱.
- 7056 = 842
- 7057: 907번째 소수, 155번째 슈퍼 소수, 49번째 중심있는 육각수.
- 7058: 반소수(2×3529).
  - 서로 다른 두 소수(13, 83)의 제곱합으로 나타낼 수 있는 73번째 반소수.
- 7060: 40번째 십일각수.
- 7068: 38번째 십이각수.
- 7069: 908번째 소수.
- 7079: 909번째 소수.
  - 152번째 소피 제르맹 소수(↔ 14,159), 92번째 안전 소수(↔ 3539).
- 7081: 60번째 중심있는 사각수.
- 7082: 반소수(2×3541).
  - 서로 다른 두 소수(29, 79)의 제곱합으로 나타낼 수 있는 74번째 반소수.
- 7098: 연속하는 두 삼각수(78, 91)의 곱.

### 7100~7199
- 7103: 910번째 소수, 153번째 소피 제르맹 소수(↔ 14,207), 7109와 섹시 소수.
- 7105: 49번째 팔각수.
- 7106: 22번째 팔면체수.
- 7107: 69번째 오각수, 23번째 삼십각수.
- 7109: 911번째 소수, 156번째 슈퍼 소수, 7103과 섹시 소수.
- 7121: 912번째 소수, 154번째 소피 제르맹 소수(↔ 14,243).
- 7127: 913번째 소수.
- 7129: 914번째 소수.
- 7140: 119번째 삼각수, 34번째 사면체수.
  - 연속하는 두 자연수(84, 85)의 곱.
- 7151: 915번째 소수, 155번째 소피 제르맹 소수(↔ 14,303).
- 7156: 54번째 중심있는 오각수.
- 7159: 916번째 소수.
- 7176: 35번째 케이크 수.
- 7177: 917번째 소수.
- 7187: 918번째 소수, 93번째 안전 소수(↔ 3593).
- 7192: 5번째 기묘수.
  - 앞의 기묘수는 5830이며, 다음은 자리숫자가 비슷하나, 십의 자리와 백의 자리만 바뀐 7912이다.
- 7193: 919번째 소수, 157번째 슈퍼 소수, 156번째 소피 제르맹 소수(↔ 14,387).

### 7200~7299
- 7200: 50번째 아킬레스 수, 24번째 오각뿔수.
- 7207: 920번째 소수.
- 7209: 54번째 칠각수.
- 7211: 921번째 소수, 157번째 소피 제르맹 소수(↔ 14,423).
- 7213: 922번째 소수.
- 7219: 923번째 소수.
- 7224: 연속하는 두 짝수(84, 86)의 곱.
- 7225 = 52×172 = 852
- 7229: 924번째 소수.
- 7237: 925번째 소수.
- 7243: 926번째 소수.
- 7245: 14번째 홀수 과잉수(진약수의 합: 7731).
- 7246: 70번째 중심있는 삼각수, 46번째 중심있는 칠각수.
- 7247: 927번째 소수, 94번째 안전 소수(↔ 3623).
- 7253: 928번째 소수.
- 7260: 120번째 삼각수.
- 7267: 43번째 십각수.
- 7272: 15번째 카프리카 수.
  - {\displaystyle 7272^{2}=52881984}이며, {\displaystyle 5288+1984=7272}이므로 7272는 카프리카 수다.[1]
- 7283: 929번째 소수, 158번째 슈퍼 소수.
- 7290 = 2×36×5
  - {\displaystyle 7290=27^{2}+81^{2}}
- 7291: 46번째 구각수.
- 7297: 930번째 소수, 31번째 프로트 소수({\displaystyle 7297=57\times 2^{7}+1}).

### 7300~7399
- 7300: 평년 20년의 날짜.
- 7307: 931번째 소수.
- 7309: 932번째 소수.
- 7310: 연속하는 두 자연수(85, 86)의 곱.
- 7315: 70번째 오각수, 19번째 오포체수.
- 7321: 933번째 소수, 61번째 중심있는 사각수.
- 7327: 34번째 십오각수.
- 7331: 934번째 소수.
- 7333: 935번째 소수.
- 7337: 회문수, 29번째 이십각수, 22번째 육각뿔수.
- 7349: 936번째 소수, 158번째 소피 제르맹 소수(↔ 14,699).
- 7351: 937번째 소수, 159번째 슈퍼 소수, 50번째 중심있는 육각수.
- 7365 = 3×5×491
- 7369: 938번째 소수.
- 7371 = 34×7×13
  - {\displaystyle 7371=9^{2}+27^{2}+81^{2}}
- 7380 = 22×32×5×41
  - {\displaystyle 7380=3^{2}+9^{2}+27^{2}+81^{2}}
- 7381: 121번째 삼각수.
- 7387: 연속하는 두 소수의 곱.
- 7393: 939번째 소수.
- 7395: 연속하는 두 홀수(85, 87)의 곱.
- 7396 = 862

### 7400~7499
- 7400: 50번째 팔각수.
- 7411: 940번째 소수.
- 7417: 941번째 소수, 160번째 슈퍼 소수.
- 7418: 반소수(2×3709).
  - 서로 다른 두 소수(23, 83)의 제곱합으로 나타낼 수 있는 75번째 반소수.
- 7421: 41번째 십일각수.
- 7425 = 33×52×11
  - 33번째 십육각수, 15번째 홀수 과잉수(진약수의 합: 7455).
- 7426: 55번째 중심있는 오각수.
- 7429: 연속하는 세 소수 17, 19, 23의 곱.
- 7433: 942번째 소수, 159번째 소피 제르맹 소수(↔ 14,867).
- 7449: 39번째 십이각수.
- 7451: 943번째 소수.
- 7456: 71번째 중심있는 삼각수.
- 7457: 944번째 소수.
- 7459: 945번째 소수.
- 7471: 31번째 십팔각수, 연속하는 두 자연수(15, 16)의 세제곱합.
- 7477: 946번째 소수.
- 7480: 55번째 칠각수.
- 7481: 947번째 소수, 161번째 슈퍼 소수.
- 7482: 연속하는 두 자연수 86, 87의 곱.
- 7487: 948번째 소수.
- 7489: 949번째 소수.
- 7499: 950번째 소수.

### 7500~7599
- 7500 = {\displaystyle {\frac {3}{4}}\times 10^{4}}
- 7503: 122번째 삼각수.
- 7507: 951번째 소수.
- 7517: 952번째 소수.
- 7523: 953번째 소수, 162번째 슈퍼 소수, 95번째 안전 소수(↔ 3761).
- 7526: 71번째 오각수.
- 7529: 954번째 소수.
- 7537: 955번째 소수.
- 7538: 반소수(2×3769).
  - 서로 다른 두 소수(47, 73)의 제곱합으로 나타낼 수 있는 76번째 반소수.
- 7541: 956번째 소수, 160번째 소피 제르맹 소수(↔ 15,083).
- 7547: 957번째 소수.
- 7549: 958번째 소수.
- 7559: 959번째 소수, 96번째 안전 소수(↔ 3779).
- 7560: 20번째 고도 합성수.
- 7561: 960번째 소수.
- 7565: 62번째 중심있는 사각수.
- 7568: 47번째 중심있는 칠각수.
  - 연속하는 두 짝수(86, 88)의 곱.
- 7569 = 872
- 7573: 961번째 소수.
- 7577: 962번째 소수.
- 7583: 963번째 소수.
- 7589: 964번째 소수.
- 7591: 965번째 소수.

### 7600~7699
- 7603: 966번째 소수.
- 7607: 967번째 소수, 163번째 슈퍼 소수, 97번째 안전 소수(↔ 3803).
- 7612: 44번째 십각수.
- 7614: 47번째 구각수.
- 7621: 968번째 소수.
- 7626: 123번째 삼각수.
- 7639: 969번째 소수.
- 7643: 970번째 소수.
  - 161번째 소피 제르맹 소수(↔ 15,287), 98번째 안전 소수(↔ 3821).
- 7649: 971번째 소수, 164번째 슈퍼 소수, 162번째 소피 제르맹 소수(↔ 15,299).
- 7651: 51번째 중심있는 육각수.
- 7656: 연속하는 두 자연수 87, 88의 곱.
- 7663 = 79×97
  - {\displaystyle ab\times ba}의 꼴로 나타낼 수 있는 수열의 79번째, 97번째 수. (OEIS의 수열 A061205)
- 7665: 평년 21년의 날짜.
- 7669: 972번째 소수, 72번째 중심있는 삼각수.
- 7673: 973번째 소수.
- 7681: 974번째 소수, 32번째 프로트 소수({\displaystyle 7681=15\times 2^{9}+1}).
- 7687: 975번째 소수.
- 7688: 51번째 아킬레스 수.
- 7691: 976번째 소수, 163번째 소피 제르맹 소수(↔ 15,383).
- 7699: 977번째 소수, 165번째 슈퍼 소수.

### 7700~7799
- 7701: 51번째 팔각수, 56번째 중심있는 오각수.
- 7703: 978번째 소수, 99번째 안전 소수(↔ 3851).
- 7714: 28번째 사각뿔수.
- 7717: 979번째 소수.
- 7723: 980번째 소수.
- 7727: 981번째 소수, 100번째 안전 소수(↔ 3863).
- 7740: 72번째 오각수.
- 7741: 982번째 소수.
- 7743: 연속하는 두 홀수 87, 89의 곱.
- 7744 = 882
- 7750: 124번째 삼각수.
- 7752: 24번째 삼십각수.
- 7753: 983번째 소수, 166번째 슈퍼 소수.
- 7756: 56번째 칠각수.
- 7757: 984번째 소수.
- 7759: 985번째 소수.
- 7770: 35번째 십오각수, 35번째 사면체수.
- 7776 = 25×35 = 65
- 7777: 16번째 카프리카 수[1], 회문수.
  - {\displaystyle 7777^{2}=60481729}이며, {\displaystyle 6048+1729=7777}이므로 7777은 카프리카 수다.
- 7789: 986번째 소수.
- 7791: 42번째 십일각수.
- 7793: 987번째 소수.

### 7800~7899
- 7803: 52번째 아킬레스 수.
- 7807: 36번째 케이크 수.
- 7813: 63번째 중심있는 사각수.
- 7817: 988번째 소수.
- 7823: 989번째 소수.
  - 164번째 소피 제르맹 소수(↔ 15,647), 101번째 안전 소수(↔ 3911).
- 7829: 990번째 소수.
- 7832: 연속하는 두 자연수 88, 89의 곱.
- 7840: 40번째 십이각수.
- 7841: 991번째 소수, 167번째 슈퍼 소수, 165번째 소피 제르맹 소수(↔ 15,683).
- 7853: 992번째 소수.
- 7860: 30번째 이십각수.
- 7867: 993번째 소수.
- 7873: 994번째 소수.
- 7875: 125번째 삼각수, 16번째 홀수 과잉수(진약수의 합: 8349).
- 7877: 995번째 소수.
- 7879: 996번째 소수.
- 7883: 997번째 소수, 168번째 슈퍼 소수, 166번째 소피 제르맹 소수(↔ 15,767).
- 7885: 73번째 중심있는 삼각수.
- 7888: 34번째 십육각수.
- 7890: 15번째 이십면체수.
- 7897: 48번째 중심있는 칠각수.

### 7900~7999
- 7901: 998번째 소수, 167번째 소피 제르맹 소수(↔ 15,803).
- 7907: 999번째 소수.
- 7912: 6번째 기묘수.
  - 바로 앞의 기묘수 7192와 숫자만 같고, 중간의 두 자리가 바뀐 수다. 다음 기묘수는 9272이다.
- 7919: 1000번째 소수.
- 7920
  - 연속하는 네 자연수(8, 9, 10, 11)의 곱.
  - 연속하는 두 짝수(88, 90)의 곱.
  - 연속하는 세 짝수(18, 20, 22)의 곱.
- 7921 = 892
- 7927: 1001번째 소수.
- 7931: 21번째 칠각뿔수.
- 7933: 1002번째 소수.
- 7936: 20번째 헵타나치 수.
- 7937: 1003번째 소수, 33번째 프로트 소수({\displaystyle 7937=31\times 2^{8}+1}).
- 7944: 48번째 구각수.
- 7949: 1004번째 소수.
- 7951: 1005번째 소수.
- 7957: 73번째 오각수, 52번째 중심있는 육각수.
- 7963: 1006번째 소수.
- 7965: 45번째 십각수.
- 7968: 32번째 십팔각수.
- 7980: 연속하는 세 자연수 19, 20, 21의 곱.
- 7981: 57번째 중심있는 오각수.
- 7993: 1007번째 소수.
- 7999 = 19×421

## 참고 문헌
1. 1 2  “Sloane's A006886 : Kaprekar numbers”. 《The On-Line Encyclopedia of Integer Sequences》. OEIS Foundation. 2016년 6월 14일에 확인함.